# Чианнелли, Эдуардо
Эдуардо Чианнелли (итал. Eduardo Ciannelli; 30 августа 1889[…], Искья, Кампания — 8 октября 1969[…], Рим) — итальянский певец, актёр театра и кино, который работал на бродвейской сцене, в голливудских фильмах и американских телесериалах.
За время своей карьеры Чианнелли снялся в таких фильмах, как «Зима на пороге» (1936), «Меченая женщина» (1937), «Ганга Дин» (1939), «Иностранный корреспондент» (1940), «Китти Фойл» (1940), «Таинственный доктор Сатана» (1940), «Маска Димитриоса» (1944), «Диллинджер» (1945), «Гильда» (1946), «Коварный лис Борджиа» (1949), «Народ против О’Хары» (1951), «Погоня» (1966) и «Золото Маккенны» (1969).

## Ранние годы жизни и начало карьеры
Эдуардо Чианнелли родился 30 августа 1889 года на острове Искья в Неополитанском заливе, Италия. Его отец был врачом, владевшим оздоровительным спа-курортом на острове, и Эдуардо пошёл по его стопам, получив диплом врача в Неаполитанском университете.
Обладая оперным баритоном и вокальным талантом, Чианнелли мечтал стать певцом, и в конце концов он выступил в миланском «Ла Скала», а также выезжал на международные гастроли . В 1914 году в поисках успеха он прибыл в Америку.

## Театральная карьера
Чианнелли дебютировал на Бродвее в недолго продержавшемся мюзикле «Всегда ты» (1920), после чего последовал более успешный мюзикл «Роуз-Мари» (1924—1926). До конца 1920-х годов Чианнелли сыграл также в пьесе «Кукла страсти» (1927), где был соавтором текста, и успешной комедии «Первая полоса» (1928—1929).
В 1930 году Чианнели успел сыграть в оперетте «Сари» (1930) на музыку оперетты Имре Кальмана «Цыган-премьер», драме «Город этого человека» (1930), пьесе Антона Чехова «Дядя Ваня» (1930), где исполнил роль Телегина, и комедии «Ревизор» (1930) по Николаю Гоголю, где сыграл почтмейстера Ивана Кузьмича Шпекина.
В период 1931—1936 годов Чианнелли успел сыграть ещё в восьми бродвейских спектаклях, среди них комедия «Тем умнее они будут» (1931), комедия «Воссоединение в Вене» (1931—1932), комедия «Колпак дурака» (1933), которую написал сам Чианнелли, спектакль «Зал из красного дерева», где Чианнелли был не только актёром, но и постановщиком, историческая драма «Жёлтая лихорадка» (1934), пьеса «Ночное путешествие» (1935), трагедия Максвелла Андерсона «Зима на пороге» (1935—1936) и историческая драма по Бернарду Шоу «Святая Иоанна» (1936),
В 1936 году Чианнелли отправился в Голливуд, чтобы сыграть в фильме по пьесе «Зима на пороге» (1936), вернувшись на Бродвей лишь однажды в 1961 году, когда сыграл в спектакле «Адвокат дьявола» (1961). Эта роль принесла ему номинацию на премию «Тони» как лучшему актёру второго плана.

## Карьера в кинематографе
Впервые Чианнелли появился на экране в роли итальянца в немой американской криминальной драме «Спекулянты продуктами» (1917). Свою следующую кинороль он сыграл 1931 году в независимой нью-йоркской мелодраме на итальянском языке «Такова жизнь» (1931).
В Голливуде Чианнелли дебютировал на студии Metro Goldwyn Meyer в мелодраме «Воссоединение в Вене» (1932), повторив свою роль, которую играл на бродвейской сцене . В 1935 году Чианнелли сыграл роль второго плана в фэнтези-мелодраме «Подлец» (1935), действие которой происходит в богемной среде Нью-Йорка. Фильм завоевал «Оскар» за лучший оригинальный сценарий. Год спустя Чианнелли повторил ещё одну свою театральную роль, представ в образе гангстера Трока Эстреллы в криминальной мелодраме «Зима на пороге» (1936). Эта работа, по мнению историка кино Роджера Гордона, «стала одной из лучших киноролей» Чианнелли.
Свою следующую роль элегантного гангстера Джонни Вэннинга он сыграл в криминальной мелодраме «Меченая женщина» (1937) с участием Бетт Дейвис и Хамфри Богарта. После этого Чианнелли сыграл значимые гангстерские роли в криминальных мелодрамах «Криминальный адвокат» (1937), «Закон преступного мира» (1938) с Честером Моррисом и «Слепое алиби» (1938) с Ричардом Диксом, а также сыщик-любителя, который оказывается убийцей, в криминальной комедии «Суперсыщик» (1938). Одной из заметных работ Чианнелли стала роль психически больного главаря секты поклонников богини Кали в приключенческой комедии с Кэри Грантом и Виктором Маклагленом «Ганга Дин» (1939), действие которой происходит в Индии в XIX веке во время восстания тхагов.
В 1940 году Чианнелли исполнил заглавную роль злого гения, решившего с помощью армии роботов захватить Америку, в приключенческом экшн-сериале студии Republic Pictures «Таинственный доктор Сатана» (1940).. В 1940 году он вновь был гангстером в криминальной мелодраме с Уолтером Пиджоном «Общественный защитник» (1940), а также сыграл некриминальную роль весёлого хозяина подпольного бара Джоно в мелодраме «Китти Фойл» (1940), которая была номинирована на «Оскар» как лучший фильм, а исполнительница главной роли Джинджер Роджерс получила награду. В том же году Чианнелли сыграл небольшую роль в шпионском триллере Альфреда Хичкока «Иностранный корреспондент» (1940), который был номинирован на «Оскар» как лучший фильм, в приключенческом хорроре «Рука мумии» (1940), где был верховным жрецом, а также в приключенческой мелодраме «Странный груз» (1940) с Кларком Гейблом и Джоан Кроуфорд, где входил в группу заключённых, сбежавших из тюрьмы на Острове Дьявола.
В 1943 году Чианнелли сыграл роли второго плана в таких значимых фильмах, как музыкальная мелодрама «Верная нимфа» (1943) с Шарлем Буайе и Джоан Фонтейн, комедия с Бобом Хоупом «Они меня прикрыли» (1943) и биографическая лента «Полёт за свободой» (1943) с Розалинд Расселл и Фредом Макмюрреем. В 1944 году последовали военные фильмы «Конспираторы» (1944) с Полом Хенрейдом и Хэди Ламарр, где Чианнелли был начальником лиссабонской полиции, который вынужден сотрудничать как с нацистами, так и с теми, кто с ними борется, и «Путь в Марсель» (1944) с Хамфри Богартом, где Чианнелли сыграл главного инженера французского торгового корабля, который накануне захвата Парижа немецкими войсками подбирает заключённых, сбежавших с Острова Дьявола. Чианнелли также сыграл роль второго плана в фильме нуар «Маска Димитриоса» (1944) с Закари Скоттом в заглавной роли международного авантюриста.
Год спустя Чианнелли сыграл члена банды в гангстерском нуаре «Диллинджер» (1945) с Лоуренсом Тирни в заглавной роли. Выделив игру исполнителей главных ролей, историк кино Хэл Эриксон отметил также игру Элиши Кука-младшего, Марка Лоуренса и Эдуардо Чианнелли в «хорошо знакомых для них криминальных ролях». В том же году Чианнелли сыграл роль второго плана в мюзикле с Бетти Хаттон «Зажигательная блондинка» (1943), а также в военной драме «Колокол Адано» (1945), где у него была небольшая роль итальянского майора.
В 1946 году Чианнелли появился в небольшой роли члена преступного картеля в фильме нуар «Гильда» (1946) с Ритой Хейворт и Гленном Фордом в главных ролях, а в 1947 году в нуаровой мелодраме «Потерянное мгновение» (1947), действие которой происходит в Венеции, он сыграл священника. В фильме ужасов «Побег» (1948) Чианнелли был одним из учёных, исследующих влияние разработанной в лаборатории сыворотки на человека, а в фильме нуар «Я люблю трудности» (1948) с Франшо Тоуном в роли частного детектива Чианнелли был богатым бразильцем, американская жена которого (Дженис Картер) скрывает своё загадочное прошлое. Год спустя Чианнелли сыграл небольшую роль торговца искусством в исторической приключенческой мелодраме «Коварный лис Борджиа» (1949) с Тайроном Пауэром и Орсоном Уэллсом. Он также сыграл в итальянской мелодраме «Вулкан» (1949) с Анной Маньяни в главной роли бывшей проститутки, которая пытается спасти от этой участи свою младшую сестру. После этой картины Чианнелли снялся ещё в нескольких итальянских фильмах, затем вернулся в США, где сыграл важную роль гангстера в фильме нуар «Народ против О’Хары» (1951) со Спенсером Трейси в главной роли. Рецензент Noir of the Week отметил хорошие актёрские работы в этом фильме, упомянув и Чианнелли как «заметного нуарового актёра».
В 1951—1954 годах Чианнелли снова работал в Италии, сыграв в восьми фильмах, наиболее значимым среди которых была мелодрама Микеланджело Антониони «Побеждённые» (1953). До конца 1950-х годов Чианнелли сыграл также в таких эпиках «меча и сандалий», как «Аттила» (1954) с Энтони Куином и Софи Лорен и «Елена Троянская» (1956) с участием Стенли Бейкера и Бриджит Бардо, а также в приключенческой ленте «Рабыни любви Амазонки» (1957).
Позднее он сыграл небольшую роль в драме «Визит» (1964) с Ингрид Бергман и Энтони Куином, а также в криминальном триллере «Погоня» (1966) с Марлоном Брандо. Чианнелли вернулся к образу мафиози в криминальных драмах «Братство» (1968) с Кирком Дугласом и «Стилет» (1969). Среди его последних значимых картин — комедия военного времени «Тайна Санта-Виттории» (1969) с Энтони Куином и Анной Маньяни, а также вестерн «Золото Маккенны» (1969) с Грегори Пеком и Омар Шарифом, где Чианнелли сыграл старого индейца.

## Карьера на телевидении
В 1951 году Чианнелли стал работать на телевидении, сыграв вплоть до 1969 года в 92 эпизодах 55 различных сериалов.
Он, в частности, сыграл в таких популярных сериалах, как «Первая студия» (1951), «Я люблю Люси» (1956), «Кульминация» (1956—1958, 5 эпизодов), «Перри Мейсон» (1958), «Плавучий дом» (1958), «Караван повозок» (1959), «Неприкасаемые» (1960—1962, 2 эпизода), «Обнажённый город» (1961), «Альфред Хичкок представляет» (1962), «Доктор Килдэр» (1962—1966, 4 эпизода), «Правосудие Берка» (1964), «Агенты А. Н.К. Л.» (1965—1966, 2 эпизода), «Туннель времени» (1967), «Я шпион» (1967), «Миссия невыполнима» (1967), «Айронсайд» (1969) и других.
В детективном сериале «Джонни Стаккато» (1959—1960, 19 эпизодов) у Чианнелли была постоянная роль владельца джаз-клуба Валдо, который является ближайшим другом заглавного героя, пианиста и частного детектива (Джон Кассаветис).

## Актёрское амплуа и оценка творчества
Как отмечено в некрологе актёра в газете The News, Эдуардо Чиннелли был итальянским актёром, карьера которого охватила полвека в Нью-Йорке, Голливуде и Риме. Начав в Италии как оперный певец, с 1919 года Чиннелли стал выступать в Америке как драматический актёр на сцене и в кино. Первоначально Чианнелли сделал «замечательную карьеру в качестве исполнителя музыкальных комедий на Бродвее».
В середине 1930-х годов Чианнелли стал играть в голливудских фильмах. По словам историка кино Роджера Гордона, «благодаря своему испещрённому морщинами лицу, пронзительным глазам, по-итальянски искусным манерам и тяжёлому итальянскому акценту Чианнелли часто получал роли гангстеров». Историк кино Сандра Бреннан пишет, что Чианнелли был «характерным актёром, который в голливудских фильмах обычно играл криминальных главарей и изощрённых злодеев». Как указано в биографии актёра на сайте mymovies.it, «Чианнелли более всего известен по ролям плохого и жесткого гангстера. Благодаря естественности в передаче злобы на экране на протяжении почти сорока лет Чианнелли почти всегда играл одного и того же персонажа». В некрологе актёра в газете The News отмечается, что «Чианнелли был известным человеком в американских гангстерских фильмах и вестернах 1930-х и 1940-х годов». С начала 1950-х годов Чианнелли также стал сниматься в итальянских фильмах и работать на американском телевидении вплоть до своей смерти в 1969 году.

## Личная жизнь
В 1918 году Эдуардо Чианнелли женился на Альме Волф, с которой прожил до её смерти в 1968 году, у пары родилось 2 сыновей — Льюис Е. Чианнелли, ставший актёром, и Эдуардо Чианнелли-младший.

## Смерть
Эдуардо Чианнелли умер 8 октября 1969 года в Риме от рака.

## Фильмография
| Год        |    | Русское название                       | Оригинальное название                  | Роль                                    |
| ---------- | -- | -------------------------------------- | -------------------------------------- | --------------------------------------- |
| 1917       | ф  | Спекулянты продуктами                  | The Food Gamblers                      | итальянец                               |
| 1933       | ф  | Воссоединение в Вене                   | Reunion in Vienna                      | Пофферофф, или Поффи                    |
| 1935       | ф  | Подлец                                 | The Scoundrel                          | Морис Стерн                             |
| 1936       | ф  | Зима на пороге                         | Winterset                              | Трок Эстрелла                           |
| 1937       | ф  | Криминальный адвокат                   | Criminal Lawyer                        | Ларкин                                  |
| 1937       | ф  | Меченая женщина                        | Marked Woman                           | Джонни Вэннинг                          |
| 1937       | ф  | Лига испуганных мужчин                 | The League of Frightened Men           | Пол Чепин                               |
| 1937       | ф  | Девушка из Скотленд-Ярда               | The Girl from Scotland Yard            | Франц Йорг                              |
| 1937       | ф  | Суперсыщик                             | Super-Sleuth                           | профессор Херман                        |
| 1937       | ф  | В такую ночь                           | On Such a Night                        | Айс Ричмонд                             |
| 1937       | ф  | К новым высотам                        | Hitting a New High                     | Андреас Маццини                         |
| 1938       | ф  | Законы преступного мира                | Law of the Underworld                  | Рокки                                   |
| 1938       | ф  | Слепое алиби                           | Blind Alibi                            | Митч                                    |
| 1939       | ф  | Рискованное дело                       | Risky Business                         | Филип Декарно                           |
| 1939       | ф  | Ганга Дин                              | Gunga Din                              | Гуру                                    |
| 1939       | ф  | Общественный защитник                  | Society Lawyer                         | Джим Креллиман                          |
| 1939       | ф  | Невеста Бульдога Драммонда             | Bulldog Drummond's Bride               | Генри Армидес                           |
| 1939       | ф  | Ангелы умываются                       | Angels Wash Their Faces                | Мартино                                 |
| 1940       | ф  | Странный груз                          | Strange Cargo                          | Телес                                   |
| 1940       | ф  | За трёхмильной границей                | Outside the Three-Mile Limit           | Дейв Ривс                               |
| 1940       | ф  | Занзибар                               | Zanzibar                               | Коски                                   |
| 1940       | ф  | Забытые девушки                        | Forgotten Girls                        | Горно                                   |
| 1940       | ф  | Иностранный корреспондент              | Foreign Correspondent                  | мистер Круг                             |
| 1940       | ф  | Рука мумии                             | The Mummy's Hand                       | верховный жрец                          |
| 1940       | ф  | Таинственный доктор Сатана             | Mysterious Doctor Satan                | доктор Сатана                           |
| 1940       | ф  | Китти Фойл                             | Kitty Foyle                            | Джоно                                   |
| 1941       | ф  | Эллери Куин, загадка пентхауса         | Ellery Queen's Penthouse Mystery       | граф Бретт                              |
| 1941       | ф  | Небесные рейдеры                       | Sky Raiders                            | Феликс Линкс                            |
| 1941       | ф  | Они встретились в Бомбее               | They Met in Bombay                     | управляющий гостиницей                  |
| 1941       | ф  | Вызывает Париж                         | Paris Calling                          | Муш                                     |
| 1942       | ф  | Доктор Бродвей                         | Dr. Broadway                           | Вик Телли                               |
| 1942       | ф  | Каир                                   | Cairo                                  | Ахмед Бен Хассан                        |
| 1942       | ф  | Тебе не сбежать навсегда               | You Can't Escape Forever               | босс Грир                               |
| 1943       | ф  | Меня накрыли                           | They Got Me Covered                    | Балданакко                              |
| 1943       | ф  | Полёт за свободой                      | Flight for Freedom                     | Джонни Сальвини                         |
| 1943       | ф  | Верная нимфа                           | The Constant Nymph                     | Роберто                                 |
| 1943       | ф  | Приключения летающих кадетов           | Adventures of the Flying Cadets        | Курт фон Хельгер по прозвищу Корби      |
| 1943       | ф  | По ком звонит колокол                  | For Whom the Bell Tolls                | (в титрах не указан)                    |
| 1944       | ф  | Конспираторы                           | The Conspirators                       | полковник полиции Альмейда              |
| 1944       | ф  | Путь в Марсель                         | Passage to Marseille                   | главный инженер                         |
| 1944       | ф  | Маска Димитриоса                       | The Mask of Dimitrios                  | Марукакис                               |
| 1944       | ф  | Гроза над Лиссабоном                   | Storm Over Lisbon                      | Бланко                                  |
| 1945       | ф  | Диллинджер                             | Dillinger                              | Марко Минелли                           |
| 1945       | ф  | Колокол Адано                          | A Bell for Adano                       | майор Наста                             |
| 1945       | ф  | Зажигательная блондинка                | Incendiary Blonde                      | Ник Грек                                |
| 1945       | ф  | Предупреждение Криминального доктора   | The Crime Doctor's Warning             | Ник Петрони (в титрах не указан)        |
| 1946       | ф  | Опасный отпуск                         | Perilous Holiday                       | синьор Агирре                           |
| 1946       | ф  | Жена Монте-Кристо                      | The Wife of Monte Cristo               | Жак Антуан                              |
| 1946       | ф  | Биение сердца                          | Heartbeat                              | барон Фердинанд Дворак                  |
| 1946       | ф  | Джо Палука, чемпион                    | Joe Palooka, Champ                     | Флорини                                 |
| 1946       | ф  | Гильда                                 | Gilda                                  | член картеля (в титрах не указан)       |
| 1947       | ф  | Калифорния                             | California                             | падре                                   |
| 1947       | ф  | Семь ключей к Болдпейту                | Seven Keys to Baldpate                 | Карган                                  |
| 1947       | ф  | Потерянное мгновение                   | The Lost Moment                        | отец Ринальдо                           |
| 1947       | ф  | Игра Криминального доктора             | The Crime Doctor's Gamble              | Морис Дюваль                            |
| 1947       | ф  | Роза Санта-Розы                        | Rose of Santa Rosa                     | Дон Хозе де Гарфиас                     |
| 1948       | ф  | Я люблю трудности                      | I Love Trouble                         | Джон Вега Каприльо                      |
| 1948       | ф  | Наш свадебный путь                     | On Our Merry Way                       | Максим                                  |
| 1948       | ф  | Победителю                             | To the Victor                          | Фираго                                  |
| 1948       | ф  | Побег                                  | The Creeper                            | доктор Ван Глок                         |
| 1949       | ф  | Коварный лис Борджиа                   | Prince of Foxes                        | арт-дилер (в титрах не указан)          |
| 1950       | ф  | Вулькано                               | Vulcano                                | Джулио                                  |
| 1950       | ф  | Тёмная улица                           | La strada buia                         | Ральф Клементи                          |
| 1950       | ф  | Лапа дьявола                           | Patto col diavolo                      | Джакомо Мола                            |
| 1950       | ф  | Неумолимые                             | Gli inesorabili                        | барон Оккипинти                         |
| 1950       | ф  | Кровь на кладбище                      | Sangue sul sagrato                     | Арнальдо                                |
| 1951       | ф  | Народ против О’Хары                    | The People Against O'Hara              | Сол «Наклз» Ландзетта                   |
| 1951       | ф  | Меня губит любовь                      | È l'amor che mi rovina                 | главарь шпионов                         |
| 1951       | с  | Первая студия                          | Studio One                             | (1 эпизод)                              |
| 1951       | с  | Театр «Бигелоу»                        | The Bigelow Theatre                    | (1 эпизод)                              |
| 1951       | с  | Театр «Силаниз»                        | Celanese Theatre                       | Трок (1 эпизод)                         |
| 1952       | ф  | Лейтенант Джорджо                      | Il tenente Giorgio                     | барон ди Полиа                          |
| 1952       | ф  | Процесс над городом                    | Processo alla città                    | Альфонсон Навона                        |
| 1953       | ф  | Голос тишины                           | La voce del silenzio                   | старший священник                       |
| 1953       | ф  | На мосту вздохов                       | Sul ponte dei sospiri                  | следователь                             |
| 1953       | ф  | Побеждённые                            | I vinti                                | отец Клаудио                            |
| 1953       | ф  | Корабль проклятых женщин               | La nave delle donne maledette          | Мишель                                  |
| 1954       | ф  | Рука незнакомца                        | La mano dello straniero                | доктор Вивальди                         |
| 1954       | ф  | Мамбо                                  | Mambo                                  | отец Джованны                           |
| 1954       | ф  | Призрачные люди                        | Uomini ombra                           | Аммиральо Дзора                         |
| 1954       | ф  | Аттила                                 | Attila                                 | Онегесиус, советник Аттилы              |
| 1954       | ф  | Запрещается                            | Proibito                               | Весково                                 |
| 1954       | ф  | Твоя женщина                           | La tua donna                           |                                         |
| 1955       | ф  | Новолуние                              | Luna nova                              | дон Джузеппе                            |
| 1956       | ф  | Елена Троянская                        | Helen of Troy                          | Андрос                                  |
| 1956       | с  | Я люблю Люси                           | I Love Lucy                            | мистер Мартинелли (1 эпизод)            |
| 1956—1957  | с  | Театр звёзд «Шлитц»                    | Schlitz Playhouse of Stars             | разные роли (2 эпизода)                 |
| 1956—1958  | с  | Кульминация                            | Climax!                                | разные роли (5 эпизодов)                |
| 1956 —1958 | с  | Дневной спектакль                      | Matinee Theatre                        | разные роли (3 эпизода)                 |
| 1957       | ф  | Монстр из Зеленого ада                 | Monster from Green Hell                | Махри                                   |
| 1957       | ф  | Шантаж отца                            | Il ricatto di un padre                 | Алессандро Арланди                      |
| 1957       | ф  | Рабыни любви Амазонки                  | Love Slaves of the Amazons             | доктор Креспи                           |
| 1957       | с  | В суде                                 | On Trial                               | обвинитель (1 эпизод)                   |
| 1957       | с  | Паника!                                | Panic!                                 | Эдуарло Д’Алессио (1 эпизод)            |
| 1958       | ф  | Плавучий дом                           | Houseboat                              | Артуро Заккарди                         |
| 1958       | ф  | Том Дули                               | Tumulto de Paixões                     |                                         |
| 1958       | ф  | Ни цента за голову Ринго               | Massacro al Grande Canyon              | Эрик Денсер                             |
| 1958       | с  | Спасатели 8                            | Rescue 8                               | Бен Копек (1 эпизод)                    |
| 1958       | с  | Преследование                          | Pursuit                                | (1 эпизод)                              |
| 1958       | с  | Перри Мейсон                           | Perry Mason                            | Энтони «Попс» Оенци (1 эпизод)          |
| 1958       | с  | Вертолёты                              | Whirlybirds                            | Майк Райзел )1 эпизод)                  |
| 1958—1959  | с  | Есть оружие – будут путешествия        | Have Gun - Will Travel                 | разные роли (2 эпизода)                 |
| 1959       | с  | Театр 90                               | Playhouse 90                           | маршал Грациани (1 эпизод)              |
| 1959       | с  | Караван повозок                        | Wagon Train                            | Клирио Сориано (1 эпизод)               |
| 1959       | с  | Дальнейшие приключения Эллери Куина    | The Further Adventures of Ellery Queen | (1 эпизод)                              |
| 1959       | с  | Шоу Дэвида Найвена                     | The David Niven Show                   | Бартолли (1 эпизод)                     |
| 1959       | с  | Третий человек                         | The Third Man                          | маркиз Ди Парлетти (1 эпизод)           |
| 1959—1960  | с  | Джонни Стаккато                        | Johnny Staccato                        | Валдо (19 эпизодов)                     |
| 1960       | с  | Островитяне                            | Islanders                              | Себастиан (1 эпизод)                    |
| 1960       | с  | Натянутый канат                        | Tightrope                              | Сезар Августин (1 эпизод)               |
| 1960       | с  | Майкл Шейн                             | Michael Shayne                         | Анджело Зомброни (1 эпизод)             |
| 1960—1962  | с  | Неприкасаемые                          | The Untouchables                       | разные роли (2 эпизода)                 |
| 1961       | с  | Шоу Боба Каммингса                     | The Bob Cummings Show                  | (1 эпизод)                              |
| 1961       | с  | Детективы                              | The Detectives                         | Папа Ковчек (1 эпизод)                  |
| 1961       | с  | Цель: Коррупционеры                    | Target: The Corruptors                 | Сэм Келлас (1 эпизод)                   |
| 1961       | с  | Сотня Кейна                            | Cain's Hundred                         | Винсент Орлатти (1 эпизод)              |
| 1961       | с  | Обнажённый город                       | Naked City                             | Дон Мигель Кордура (1 эпизод)           |
| 1961       | с  | Высокий человек                        | The Tall Man                           | падре )1 эпизод)                        |
| 1961 —1962 | с  | Триллер                                | Thriller                               | разные роли (2 эпизода)                 |
| 1962       | с  | Альфред Хичкок представляет            | Alfred Hitchcock Presents              | разные роли (2 эпизода)                 |
| 1962       | с  | Галантные мужчины                      | The Gallant Men                        | Бассано (1 эпизод)                      |
| 1962       | с  | Следуй за солнцем                      | Follow the Sun                         | Джо Скэнтон (1 эпизод)                  |
| 1962       | с  | Новое поколение                        | The New Breed                          | Тулио Росси (1 эпизод)                  |
| 1962— 1963 | с  | Шоу Ллойда Бриджеса                    | The Lloyd Bridges Show                 | разные роли (2 эпизода)                 |
| 1962 —1966 | с  | Доктор Килдэр                          | Dr. Kildare                            | разные роли (4 эпизода)                 |
| 1964       | ф  | Визит                                  | The Visit                              | хозяин гостиницы (в титрах не указан)   |
| 1964       | с  | Правосудие Берка                       | Burke's Law                            | Доминик Де Арманд (1 эпизод)            |
| 1964       | с  | Мистер Бродвей                         | Mr. Broadway                           | Фонтана (1 эпизод)                      |
| 1965       | с  | Люди Слэттери                          | Slattery's People                      | разные роли (2 эпизода)                 |
| 1965       | с  | Интуиция                               | Insight                                | заключённый (1 эпизод)                  |
| 1965—1966  | с  | Боб Хоуп представляет Театр «Крайслер» | Bob Hope Presents the Chrysler Theatre | разные роли (2 эпизода)                 |
| 1965—1966  | с  | Агенты А.Н.К.Л.                        | The Man from U.N.C.L.E.                | разные роли (3 эпизода)                 |
| 1966       | ф  | Погоня                                 | The Chase                              | гость на вечеринке (в титрах не указан) |
| 1966       | тф | Робот доктора Сатана                   | Dr. Satan's Robot                      | доктор Сатан                            |
| 1966       | с  | Виргинец                               | The Virginian                          | отец Карло (1 эпизод)                   |
| 1966       | с  | Беглец                                 | The Fugitive                           | Виктор Лучек (1 эпизод)                 |
| 1966       | с  | Иерихон                                | Jericho                                | Бонафаче (1 эпизод)                     |
| 1966       | с  | Вечерний предпросмотр                  | Preview Tonight                        | Атон (1 эпизод)                         |
| 1967       | ф  | Шпион в зелёной шляпе                  | The Spy in the Green Hat               | Артуро «Фингерс» Стиллето               |
| 1967       | с  | Я шпион                                | I Spy                                  | Чарамболис (1 эпизод)                   |
| 1967       | с  | Временное пространство                 | The Time Tunnel                        | граф Энрико Галба (1 эпизод)            |
| 1967       | с  | Девушка из А.Н.К.Л.                    | The Girl from U.N.C.L.E.               | принц Бориарси (1 эпизод)               |
| 1967       | с  | Миссия невыполнима                     | Mission: Impossible                    | Джек Райчер (1 эпизод)                  |
| 1967       | с  | Гориллы Гаррисона                      | Garrison's Gorillas                    | Кадаш (1 эпизод)                        |
| 1968       | ф  | Братство                               | The Brotherhood                        | Дон Пеппино                             |
| 1968       | ф  | Золото Маккенны                        | Mackenna's Gold                        | Пёс прерий                              |
| 1969       | ф  | Стилет                                 | Stiletto                               | Дон Андреа                              |
| 1969       | ф  | Тайна Санта-Виттории                   | The Secret of Santa Vittoria           | Луиджи                                  |
| 1969       | ф  | Золотые копи                           | La collina degli stivali               | судья Бун                               |
| 1969       | с  | Айронсайд                              | Ironside                               | Джон Даниони (1 эпизод)                 |
| 1969       | ф  | Миссия невыполнима против Моба         | Mission: Impossible vs. the Mob        | Джек Райчер                             |
| 1970       | ф  | Неожиданный удар                       | Colpo rovente                          | Паркер                                  |